# 第17次西成暴動
第17次西成暴動（だい17じにしなりぼうどう）とは、1972年（昭和47年）9月に大阪府大阪市西成区のあいりん地区（通称釜ヶ崎）と浪速区新世界で発生した日雇い労働者による暴動事件。「第17次釜ヶ崎暴動」ともいう。

## 事件の発端
あいりん地区を擁する西成区に隣接する浪速区の新世界で、あるパチンコ店が9月11日に新装オープンした。ところが、パチンコ玉を出す機械が故障するトラブルが発生した。そのため店側は閉店の措置をとろうとしたが、このとき既に400人の客が店内に居り、金の払い戻しを巡って店と客の間にトラブルが発生した。

## 事件の概要
店側の説明に納得いかない一部の客がパチンコ台を壊すなどの暴行を働き、それを見ていた他の客や見物人も便乗してパチンコ店のガラス戸を割るなど騒ぎが大きくなった。やがてこの暴動は新世界一帯に広がり、未明まで騒ぎが続いた。
翌日9月12日朝に、店側は換金に応じる旨の説明を行ったが、これに応じた者はいなかった。ところが同日夜になって「金を払い戻せ」と騒ぎ始め、再度暴動が勃発し、新世界だけでなく、あいりん地区にも飛び火した。